# Partido di General Viamonte
Il partido di General Viamonte è un dipartimento (partido) dell'Argentina facente parte della Provincia di Buenos Aires. Il capoluogo è Los Toldos. 

## Toponimia
Il partido, originariamente chiamato Los Toldos, fu intitolato nel 1910 al generale Juan José Viamonte, protagonista della Rivoluzione di Maggio, della guerra d'indipendenza e delle guerre civili e capo di stato dell'Argentina per tre giorni nel 1815.